# جاودانگان (کمیک)
جاودانگان (به انگلیسی: Eternals) یک نژاد زیست فرازمینی و گروهی از انسان‌نماهای ابرقهرمان در کتاب‌های کامیک منتشر شده توسط مارول کامیکس هستند. جاودانگان توسط جک کربی ساخته شد و اولین حضور آن‌ها را در جاودانگان شماره ۱ (ژوئیه ۱۹۷۶) بود.
آن‌ها یک میلیون سال پیش توسط سلستیال‌ها خلق شدند و به عنوان یک فرایند تکاملی برای زندگی راحت بر روی زمین توصیف می‌شوند. دشمنان اصلی آن‌ها دیوینت‌ها هستند که منشأ مشابهی با جاودانگان دارند و تهدیدی جدی برای بشریت به‌شمار می‌روند. اولین حضور آن‌ها در دنیای سینمایی مارول و در فیلم جاودانگان به کارگردانی کلویی ژائو بود که در ۵ نوامبر ۲۰۲۱ اکران شد.